# ドラゴンボールスーパーダイバーズ
『ドラゴンボールスーパーダイバーズ』（DRAGON BALL SUPER DIVERS）は、鳥山明による漫画『ドラゴンボール』およびテレビアニメ『ドラゴンボール』シリーズを題材としているトレーディングカードアーケードゲーム。略称は『DBSDV』。

## 概要
前作『スーパードラゴンボールヒーローズ』の後継。
「ドラゴンボールの世界に飛び込め！」をテーマに、『ドラゴンボール』の世界の一員となり、『ドラゴンボール』のキャラクターたちとともに臨場感あふれるバトルを楽しむことができるようにすべく、ドラゴンボールの世界への没入感や演出の迫力、バトルの臨場感を重視して設計された。そのため筐体にはデジタルカードゲームとしては史上初となる32インチのモニター3枚と大型タッチパネルモニター1枚を含めた全4枚がプレイヤーを取り囲むように配置されており、『ドラゴンボール』の世界に飛び込んだ感覚を味わい、キャラクターを間近に感じることができる。

## ゲーム内容

### ゲームモード

#### 1人プレイ
ヒストリーダイブ
『ドラゴンボール』の世界に飛び込み、『ドラゴンボール』のキャラクターたちとの闘いや名シーンの体験ができるモード。
ドカバキダイブ
弾ごとに設定されるテーマに基づいて設定されたステージで戦う「イベントバトル」や、全国のライバルのプレイデータと戦う「トーナメントバトル」がある。

#### マルチプレイ
オンラインランクマッチ
全国のプレイヤーとリアルタイムでバトルをするモードで、対戦成績によってプレイヤーのランクが変動する。
店内対戦
店内に筐体が2つ以上設置されている場合に遊べる、店内の別筐体にいるプレイヤーと対戦するモード。

#### SDBHモード
本筐体で前作『スーパードラゴンボールヒーローズ』がプレイできるモード。「ミッション」「バトルスポーツスタジアム」「オンラインバトル」が遊べる。ただし、コンテンツの新規追加は行われない。

### カード
投入金額100円ごとに必ず1枚のカードが排出される。
レアリティはゴッドレア（GDR）、スーパーレア（SR）、レア（R）、コモン（N）の4つ。
また、プレイ後に一定確率でドラゴンボールが手に入り、「神龍エクストラレアゲットチャンス」の開催期間内に7つ集めた上で100円を追加投入すると、超激レアカードが手に入る。なお、開催期間外はドラゴンボールを6つまでしか集めることができない。
排出されるカードは本作専用のため、SDBHモードでは使用不可である。

## 登場キャラクター
過去作のカードはSDBHモードでのみ使用可能（一部通常のモードでも使用できるものもある）。

### 第1弾
2024年11月7日稼働。
- 『ドラゴンボール』より
  - 孫悟空：少年期
- 『ドラゴンボールZ』より
  - 孫悟空
  - 孫悟飯（幼年期 / 少年期 / 青年期）
  - 孫悟天
  - ベジータ
  - トランクス（幼年期 / 青年期）
  - ピッコロ
  - クリリン
  - ヤムチャ
  - 天津飯
  - 餃子
  - ミスター・サタン
  - 人造人間16号
  - 人造人間17号
  - 人造人間18号
  - ラディッツ
  - ナッパ
  - ベジータ王
  - フリーザ
  - ザーボン
  - ドドリア
  - ギニュー
  - セル
  - 魔人ブウ：善
  - 魔人ブウ：悪
- 『ドラゴンボール超』より
  - ビルス
  - ウイス
  - ヒット
  - ジレン
- 『ドラゴンボールDAIMA』より
  - 孫悟空：DA
  - ベジータ：DA
  - ピッコロ：DA
  - 界王神：DA
  - グロリオ：DA
- TVSP『たったひとりの最終決戦〜フリーザに挑んだZ戦士 孫悟空の父〜』より
  - バーダック
- 劇場版第11作『燃えつきろ!!熱戦・烈戦・超激戦』より
  - ブロリー
  - パラガス

### 第2弾
2025年1月30日稼働。
- 『ドラゴンボールZ』より
  - ブルマ
  - ビーデル
  - キュイ
  - リクーム
  - バータ
  - ジース
  - グルド
  - デンデ
  - ネイル
  - 最長老
- 『ドラゴンボールDAIMA』より
  - パンジ：DA
  - タマガミ・ナンバー・ワン：DA
  - タマガミ・ナンバー・ツー：DA
  - タマガミ・ナンバー・スリー：DA
  - 魔人ドゥー：DA
  - 魔人クウ：DA
- 劇場版第8作『とびっきりの最強対最強』より
  - クウラ

### 第3弾
2025年3月27日稼働。
- 『ドラゴンボール』より
  - クリリン：少年期
  - 亀仙人
- 『ドラゴンボールZ』より
  - メカフリーザ
  - コルド大王
- 『ドラゴンボールDAIMA』より
  - ブルマ：DA
  - ゴマー：DA
  - デゲス：DA
- TVSP『たったひとりの最終決戦〜フリーザに挑んだZ戦士 孫悟空の父〜』より
  - トーマ
  - セリパ
  - トテッポ
  - パンブーキン
- OVA『エピソード オブ バーダック』より
  - チルド
  - トービ
- 劇場版第8作『とびっきりの最強対最強』より
  - サウザー
  - ネイズ
  - ドーレ

### 第4弾
2025年5月22日稼働。
- 『ドラゴンボールZ』より
  - 人造人間19号
  - ドクター・ゲロ
- 『ドラゴンボールDAIMA』より
  - カデム：DA
  - ダニマ：DA
  - ヒリア：DA
  - マシム：DA
  - ガイモイ：DA
  - ポルンガ：DA
- 劇場版第19作『復活の「F」』より
  - ゴールデンフリーザ
  - ソルベ
  - タゴマ
  - シサミ

### 第5弾
2025年7月17日稼働。
- 『ドラゴンボール』より
  - ランチ
- 『ドラゴンボールZ』より
  - セルジュニア
- 劇場版第9作『激突!!100億パワーの戦士たち』より
  - メタルクウラ
  - ロボット兵
- TVSP『絶望への反抗!!残された超戦士・悟飯とトランクス』より
  - 孫悟飯：未来
  - トランクス：未来少年期
- 『ドラゴンボールDAIMA』より
  - ネバ：DA
  - ドクター・アリンス：DA
  - ジャイアントゴマー：DA

## 声の出演
- 孫悟空、孫悟飯、孫悟天、バーダック - 野沢雅子
- ベジータ - 堀川りょう
- ベジータ（ミニ） - 三野雄大
- トランクス - 草尾毅
- ピッコロ - 古川登志夫
- ピッコロ（ミニ） - 山口智広
- クリリン - 田中真弓
- ヤムチャ - 鈴木崚汰
- ブルマ - 久川綾
- ブルマ（ミニ） - 中原麻衣
- 亀仙人、ベジータ王、ドーレ - 佐藤正治
- 天津飯、人造人間16号 - 緑川光
- 餃子 - 江森浩子
- ミスター・サタン - 江原正士
- ビーデル - 皆口裕子
- 人造人間17号 - 中原茂
- 人造人間18号 - 伊藤美紀
- ラディッツ - 千葉繁
- ナッパ、トーマ - 稲田徹
- フリーザ、クウラ、チルド - 中尾隆聖
- ザーボン - 三浦祥朗
- ドドリア - 長嶝高士
- キュイ - 竹本英史
- ギニュー - 小西克幸
- リクーム - 佐々木誠二
- バータ - 小野坂昌也
- ジース - 岸尾だいすけ
- グルド - 高戸靖広
- 栽培マン - 沼田祐介
- コルド大王 - 大友龍三郎
- デンデ - 平野綾
- ネイル - 楠大典
- 最長老、パンブーキン - 増谷康紀
- セル - 若本規夫
- 界王神（ミニ） - 小林由美子
- 魔人ブウ、トテッポ - 塩屋浩三
- ビルス - 山寺宏一
- ウイス - 森田成一
- ヒット - 山路和弘
- ジレン - 花輪英司
- グロリオ - 内山昂輝
- パンジ - ファイルーズあい
- タマガミ・ナンバー・ワン - 高橋広樹
- タマガミ・ナンバー・ツー - 非公表[注 1]
- タマガミ・ナンバー・スリー - 三宅健太
- 魔人ドゥー - 落合福嗣
- 魔人クウ - 関智一
- ゴマー - 森久保祥太郎
- デゲス - 榎木淳弥
- セリパ - 三田ゆう子
- トービ - 平井啓二
- サウザー - 速水奨
- ネイズ - 平野正人
- ブロリー - 島田敏
- パラガス - 宝亀克寿

## 漫画版
ドラゴンボールスーパーダイバーズ
マンガ - とよたろう
『Vジャンプ』2024年12月号に「特別編」として読切短編漫画が掲載されている。
ドラゴンボールスーパーダイバーズ -レッツ!スーパーダイブ!!-
マンガ - カサイユージ
『最強ジャンプ』（集英社）にて、2024年12月号より連載されている。漫画はカサイユージが担当。大舞アスカを主人公とし、実在のカードを使用して戦う内容が描かれる。